# Arrondissement de Rotterdam
1811–1814
L'arrondissement de Rotterdam était une subdivision administrative française du département des Bouches-de-la-Meuse du Premier Empire créée le 1er janvier 1811 et supprimée le 11 avril 1814.

## Géographie

### Cantons
L'arrondissement de Rotterdam comprenait les cantons de : 
- Delft (deux cantons)
- Flardingue (Vlaardingen)
- Gouda
- Haestrecht
- Hillegersberg
- Naeldwick
- Rotterdam (quatre cantons)
- Schiedam